# Hans Henriksen Bang
Hans Henriksen Bang (1560 i Middelfart – 1620) var en dansk præst. 
Han var født i Middelfart, hvor faderen, Henrik Bang, var borgmester. 1590 blev han student. 1591-93 nævnes han som rektor ved Odense Skole. 1593 blev han bakkalavr og rejste 1594 udenlands som hovmester for Otte Axelsen Brahe til Elved, med hvem han besøgte flere universiteter i Tyskland og Frankrig. Efter sin hjemkomst blev han 1600 udnævnt til sognepræst ved Helligåndskirken i København og må i forholdsvis kort tid have vundet et anset navn iblandt sine standsfæller; thi allerede 1609 valgte købstadspræsterne i Aalborg Stift ham til deres biskop. Christian 4. tog dog intet hensyn til valget, men satte Christen Hansen, en professor ved Københavns Universitet, på bispestolen. 
Under Kalmarkrigen digtede han "en liden Krigssang", som udkom 1611, ligesom der også tillægges ham flere salmer, og 1611-12 udgav han ligprædikener over Otte Axelsen Brahe, Steen Olufsen Rosensparre og Henrik Gøye til Skjørringe. I 1614 blev han valgt ind i den provsteret, som skulle dømme i præsten Oluf Jensen Kocks sag, men da han var en ven af denne, nedlagde Hans Poulsen Resen indsigelse imod hans valg, og han måtte derfor atter udtræde. I 1616 blev han udnævnt til præst i Besser og Onsbjerg og provst på Samsø, men døde allerede fire år efter. Hans hustru Margrethe, der var en datter af abbed Iver Bertelsen og Else Mule, overlevede ham i mange år i yderste fattigdom.